# 下埃尔伯特
下埃尔伯特是德国莱茵兰-普法尔茨州的一个市镇。总面积10.25平方公里，总人口1612人，其中男性788人，女性824人（2011年12月31日），人口密度157人/平方公里。